# Гайяр, Жан-Марк
Жан-Марк Гайя́р (фр. Jean-Marc Gaillard; род. 7 октября 1980, Аннмасс) — французский лыжник, двукратный бронзовый призёр зимних Олимпийских игр в эстафете. Завершил карьеру в 2022 году

## Спортивная карьера
Гайяр принимал участие в трёх Олимпиадах 2006, 2010 и 2014 годов. На Олимпийских играх 2014 года в Сочи завоевал бронзовую медаль в эстафете и добился лучшего индивидуального результата — 6-е место в скиатлоне.
Начиная с 2005 года Гайяр принимал участие в шести чемпионатах мира. На чемпионате мира 2015 года в Фалуне завоевал бронзовую медаль в эстафете. Лучший индивидуальный результат — 7-е место в гонке на 50 км классикой на чемпионате 2007 года.
В Кубке мира Гайяр дебютировал в 2001 году, в феврале 2008 года одержал свою единственную победу на этапе Кубка мира. Кроме этого на 28.02.2015 имеет на своём счету 8 попаданий в тройку лучших на этапах Кубка мира, 6 — в личных гонках и 2 — в командных. Лучшим достижением Гайяра в общем итоговом зачёте Кубка мира является 7-е место в сезоне 2008-09.

## Результаты

### Олимпийские игры
| Олимпийские игры | Спринт | Командный спринт | 15 км раздельный старт | 15+15 км скиатлон | 50 км масс-старт | Эстафета |
| ---------------- | ------ | ---------------- | ---------------------- | ----------------- | ---------------- | -------- |
| 2006 Турин       | —      | —                | 23                     | —                 | 11               | —        |
| 2010 Ванкувер    | —      | —                | 32                     | 30                | 19               | 4        |
| 2014 Сочи        | —      | 10               | 21                     | 6                 | 35               | 3        |
| 2018 Пхёнчхан    | —      | —                | 23                     | 28                | 18               | 3        |

### Чемпионаты мира по лыжным видам спорта
| Чемпионат мира      | Спринт | Командный спринт | 15 км раздельный старт | 15+15 км скиатлон | 50 км масс-старт | Эстафета |
| ------------------- | ------ | ---------------- | ---------------------- | ----------------- | ---------------- | -------- |
| 2005 Оберстдорф     | —      | —                | —                      | 47                | DNF              | —        |
| 2007 Саппоро        | —      | —                | 20                     | 35                | 7                | 5        |
| 2009 Либерец        | —      | 5                | 14                     | 54                | 22               | 9        |
| 2011 Хольменколлен  | —      | 8                | —                      | 23                | DNF              | 11       |
| 2013 Валь-ди-Фьемме | —      | 6                | DNF                    | 10                | DNF              | —        |
| 2015 Фалун          | —      | —                | 30                     | 9                 | DNF              | 3        |
| 2017 Лахти          | —      | —                | —                      | 26                | 21               | 7        |
| 2019 Зефельд        | —      | —                | —                      | 35                | —                | —        |
| 2021 Оберстдорф     | —      | —                | —                      | 28                | 40               | —        |